# Alpsko smučanje na Zimskih olimpijskih igrah 1972
Alpsko smučanje na Zimskih olimpijskih igrah 1972. Olimpijska prvaka v smuku sta postala Bernhard Russi in Marie-Theres Nadig, v veleslalomu Gustav Thöni in Marie-Theres Nadig, v slalomu pa Francisco Fernández Ochoa in Barbara Cochran. Tekmovanje je štelo tudi za Svetovno prvenstvo, kombinacija je štela le za svetovno prvenstvo.

## Dobitniki medalj

### Moški
| Tekma                                                  | Zlato              | Srebro           | Bron             |
| Smuk podrobno                                          | Bernhard Russi     | Roland Collombin | Heinrich Messner |
| Veleslalom podrobno                                    | Gustav Thöni       | Edmund Bruggmann | Werner Mattle    |
| Slalom podrobno                                        | Francisco F. Ochoa | Gustav Thöni     | Roland Thöni     |
| le za svetovno prvenstvo, ni del olimpijskega programa |                    |                  |                  |
| Kombinacija                                            | Gustav Thöni       | Walter Tresch    | Jim Hunter       |

### Ženske
| Tekma                                                  | Zlato                 | Srebro                | Bron             |
| Smuk podrobno                                          | Marie-Theres Nadig    | Annemarie Moser-Pröll | Susan Corrock    |
| Veleslalom podrobno                                    | Marie-Theres Nadig    | Annemarie Moser-Pröll | Wiltrud Drexel   |
| Slalom podrobno                                        | Barbara Cochran       | Danielle Debernard    | Florence Steurer |
| le za svetovno prvenstvo, ni del olimpijskega programa |                       |                       |                  |
| Kombinacija                                            | Annemarie Moser-Pröll | Florence Steurer      | Toril Førland    |